# Adopción homoparental

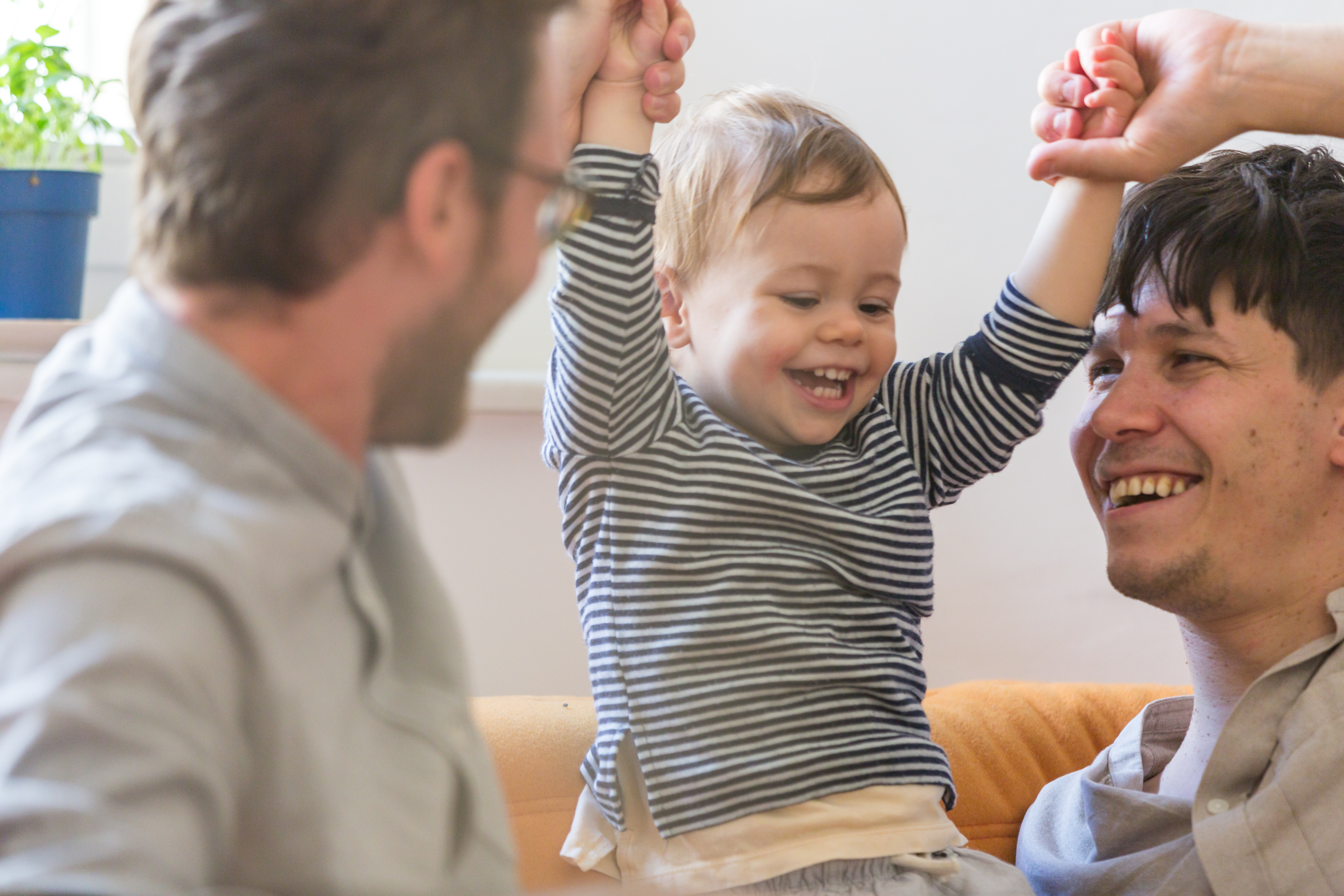
Una pareja de hombres con un niño.

La adopción homoparental o adopción igualitaria es la adopción de un niño por parte de una pareja homosexual, formándose una familia homoparental.
La adopción por parte de parejas del mismo sexo es legal en 37 países a nivel nacional, los cuales son: Alemania, Andorra, Argentina, Austria, Australia, Bélgica, Bolivia, Brasil, Canadá, Chile, Colombia, Costa Rica, Croacia, Cuba, Dinamarca, Eslovenia, España, Estados Unidos, Finlandia, Francia, Grecia, Irlanda, Israel, Islandia, Liechtenstein, Luxemburgo, Malta, Noruega, Nueva Zelanda, Países Bajos, Portugal, Reino Unido, Suecia, Suiza, Sudáfrica, Taiwán y Uruguay. 
En México solo es legal en algunos estados de ese país y en la Ciudad de México, además es legal la adopción del hijo del cónyuge en Estonia y San Marino. Usualmente se debate permitirla coincidentemente a la aprobación del matrimonio entre personas del mismo sexo, al establecer una igualdad de derechos y otorgar las mismas garantías que a una pareja heterosexual.

## Situación legal o jurídica en el mundo

Legislación relativa a la adopción homoparental en el mundo:
Adopción conjunta legal
Adopción de segundo padre o madre legal
No se permite la adopción homoparental ni el matrimonio por parejas del mismo sexo
Se permite matrimonio entre personas del mismo sexo, pero no la adopción homoparental

Adopción en Europa.

Estado de la adopción en América del Sur.

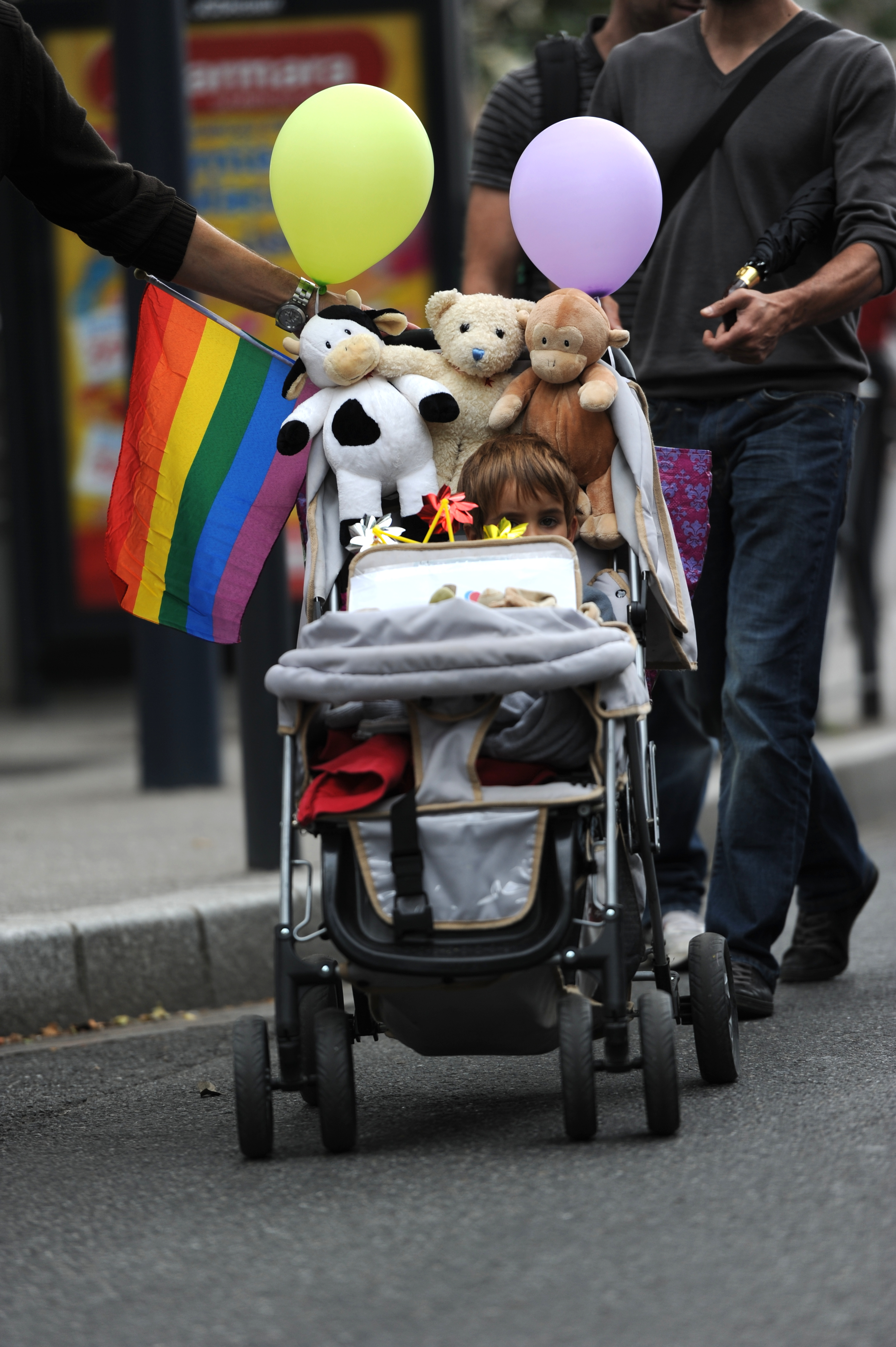
Un bebé en coche junto a sus padres en una marcha del orgullo gay.

La discriminación sexual jurídica puede presentarse en dos modalidades, una represiva que pone ciertas prácticas o conductas sexuales y otra denegatoria que niega ciertos derechos. La homosexualidad ha sido despenalizada en algunos países occidentales pero en la mayoría aún se les niega el derecho al matrimonio y la adopción.

En lo que respecta a la regulación dentro del derecho civil, la adopción homoparental consiste en que un niño pueda ser adoptado, y así, legalmente sea hijo de los dos miembros de una pareja compuesta por dos personas del mismo sexo.
Croacia e Israel no tienen una figura jurídica como lo es el matrimonio igualitario, pero permiten la adopción conjunta, mientras que Ecuador al tener legalizado el matrimonio igualitario sigue sin la posibilidad de acceder a la adopción conjunta.
Los siguientes treinta y cinco países permiten la adopción homoparental conjunta plena en todo su territorio:
- 1  Países Bajos (2001)[2] (Válido en todo el territorio excepto en: Aruba, Curazao y Sint Maarten):
  -  Caribe Neerlandés (2012) Los certificados de matrimonio (y por ende adopciones) tramitados en Países Bajos son reconocidos en Aruba (2012), Curazao (2012) y Sint Maarten (2012). Sin embargo, estas jurisdicciones no autorizan ni el matrimonio ni la adopción, solo se limitan a reconocerlos por mandato de la Suprema Corte del Reino de los Países Bajos.

- 2  Sudáfrica (2002)[3]

- 3  Suecia (2003)[4]

- 4  Canadá (A nivel nacional desde 2005)[5]

- 5  España (2005)[6]

- 6  Bélgica (2006)[7]

- 7  Islandia (2006)[8]

- 8  Israel (2008)[9][10]

- 9  Noruega (2009):[11]
  -  Svalbard y Jan Mayen (2009)

- 10  Dinamarca (2009):[12]
  -  Groenlandia (2016)[13]
  -  Islas Feroe (2017)[14]

- 11  Uruguay (2009)[15]

- 12  Argentina (2010)[16]

- 13  Brasil (2010)[17]

- 14  Reino Unido (A nivel nacional desde 2013)[18][19][20] (Válido en todo el territorio excepto en: Anguila, Islas Turcas y Caicos, Islas Vírgenes Británicas y Montserrat):
  -  Isla de Man (2012)
  -  Jersey (2012)
  -  Gibraltar (2014)
  -  Bermudas (2015)
  -  Islas Pitcairn (2015)
  -  Guernsey (2017)
  -  Islas Malvinas (2017)
  -  Santa Elena, Ascensión y Tristán de Acuña (2017)
  -  Islas Caimán (2020)

- 15  Francia (2013):[21]
  - Territorios Franceses:  Nueva Caledonia,  Polinesia Francesa,  San Bartolomé,  San Martín,  San Pedro y Miquelón,  Tierras Australes Francesas (2013)
  - Departamentos de Ultramar:  Guadalupe,  Guayana Francesa,  Martinica,  Mayotte,  Reunión (2013)

- 16  Austria (2013)[22]

- 17  Nueva Zelanda (2013)[23] (Válido en todo el territorio excepto en: Islas Cook, Niue y Tokelau)

- 18 Malta (2014)[24]

- 19  Andorra (2014)[25]

- 20  Luxemburgo (2015)[26]

- 21  Colombia (2015)[27]

- 22  Irlanda (2016)[28]

- 23  Portugal (2016)[29]

- 24  Alemania (2017)[30]

- 25  Finlandia (2017):[31]
  -  Åland (2017)

- 26  Estados Unidos (A nivel nacional desde 2017)[32][33][34][35] (Válido en todo el territorio excepto en Samoa Americana):
  -  Guam (2015)
  -  Islas Marianas del Norte (2015)
  -  Islas Vírgenes de los Estados Unidos (2015)
  -  Puerto Rico (2015)[36]

- 27  Australia (A nivel nacional desde 2018):[37]
  -  Isla Navidad (2002)
  -  Isla Cocos (2002)
  -  Isla Norfolk (2010)

- 28  Costa Rica (2020)[38]

- 29  Croacia (2021)[39]

- 30  Chile (2022)[40]

- 31  Suiza (2022)[41]

- 32  Eslovenia (2022)[42]

- 33  Cuba (2022)[43]

- 34  Taiwán(2023)[44]

- 35  Liechtenstein (2023)[45][46]

- 36  México (Válido en Ciudad Capital-18/31 estados):
  - CDMX (2010);[47]
  - Estados: Coahuila (2014);[48] Jalisco (2016); Campeche (2016);[49] Colima (2016);[50] Michoacán (2016)[51] Morelos (2016);[52] Veracruz (2016); Baja California (2017); Chihuahua (2017); Querétaro (2017); Puebla (2018); Chiapas (2018); Nayarit (2019); Aguascalientes (2019); Hidalgo (2019); Nuevo León (2019); San Luis Potosí (2019)

- 37  Estonia (2024)

- 38  Grecia (2024)

Los siguientes países permiten la adopción por parte de una persona LGBT del hijo biológico y/o adoptado del cónyuge (unido en unión civil o matrimonio):
- Bolivia (2023). Sólo se permite la adopción conjunta dentro de una unión registrada. El matrimonio entre peronsas del mismo sexo no está permitido.

- San Marino (2018)[53]

Además algunos países reconocen la adopción del hijo del cónyuge pero sin una ley clara y que requiere ir ante tribunales, por lo que realmente son fallos a favor que requieren mucho tiempo en ser resueltos.
- Italia: Ninguna ley permite la adopción del hijo de uno de los cónyuges, pero ha habido una importante actividad judicial en este aspecto en los últimos años. En 2016, se resolvieron favorablemente los casos de adopción de la hija biológica de una cónyuge lesbiana y otro caso de un segundo padre mediante subrogación. En septiembre de 2018, el Tribunal de Apelación de Bolonia también confirmó una orden de adopción otorgada en los Estados Unidos sobre la base de que ello redundaba en el interés superior del niño, por lo que aún se requiere ir a estancias judiciales al no haber una ley clara.
- República Checa: En junio de 2016, el Tribunal Constitucional dictaminó que las personas que viven en uniones registradas (independientemente de su género) no deberían tener impedimentos para adoptar niños como individuos. Sin embargo, la adopción conjunta y la adopción del hijo del cónyuge por parte de parejas del mismo sexo siguen siendo ilegales hasta la fecha.
- Tailandia: En julio de 2020, el gabinete tailandés aprobó un proyecto de ley sobre las uniones civiles entre personas del mismo sexo, que será examinado por el parlamento. El proyecto de ley contiene disposiciones que permiten la adopción conjunta y la adopción del hijo de uno de los cónyuges por parejas del mismo sexo.

### Argentina
En Argentina la ley permite la adopción por una persona, sin referencia alguna a la identidad o preferencia sexual del adoptante. Tras la modificación del Código Civil el 15 de julio de 2010 se permite el matrimonio entre personas del mismo sexo, otorgándoles así el derecho de adoptar conjuntamente, con los mismos requisitos que ya existían para los matrimonios entre personas de distinto sexo.

### Canadá
En Canadá, la adopción se encuentra regulada por la jurisdicción provincial o territorial, por lo que las leyes pueden variar de una provincia o territorio a otro. La adopción por parejas del mismo sexo es legal en todas las provincias y territorios.

### España

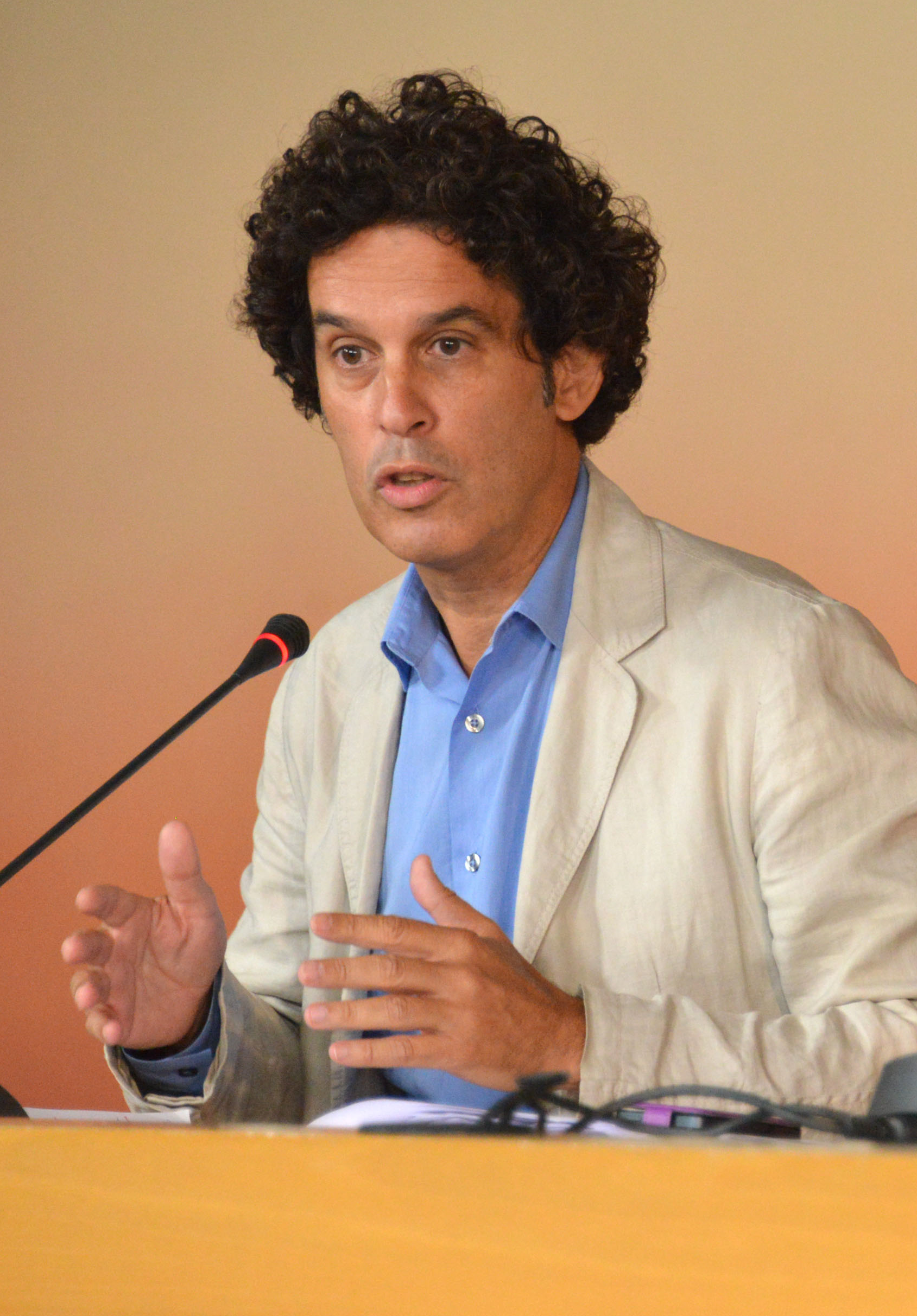
El político Pedro Zerolo fue uno de los mayores promotores de la ampliación del derecho al Artículo destacado matrimonio y a la adopción de parejas homosexuales en el país.

Se contempla la adopción homoparental desde la regulación del matrimonio entre personas del mismo sexo en España. Anteriormente, por un lado, la Ley 21/1987 que modificó el Código Civil en materia de adopción. Y por otro lado, la Ley 35/1988 que reguló por primera vez las Técnicas de Reproducción Asistida, abrieron de facto, aunque solo parcialmente en algunos casos, la homoparentalidad desde el ordenamiento jurídico. En el primer caso, se autorizó acceder en solitario a individuos solteros, - pudiendo ser el individuo en cuestión homosexual, si este ocultaba su orientación sexual durante el proceso de idoneidad en el transcurso de una adopción -. En el segundo caso, una mujer soltera,- pudiendo ser lesbiana pero ocultando dicha condición -, además de poder adoptar individualmente, se le permitió también ser madre biológica en solitario mediante fecundación in vitro (FIV). En ambas situaciones, fue posible, solo en algunos casos que pasaran desapercibidos, que las parejas homosexuales pudieran indirectamente criar niños. Si bien, solo uno de los miembros de la unión homosexual disponía de la patria potestad del menor que había adoptado como soltero o, en caso de parejas de mujeres, que había engendrado mediante FIV.
A partir de 2000, en cuatro comunidades autónomas; Aragón, Navarra, País Vasco, y Cataluña se regularon la adopción conjunta a las parejas de hecho homosexuales. En Andalucía, Asturias y Cantabria se legalizó solo el acogimiento de menores por parte de uniones homosexuales. Ya con la Ley 13/2005, España fue el primer país que estableció la igualdad total en lo relativo a la adopción y matrimonio para las parejas del mismo sexo, puesto que cuando entró la nueva legislación española en vigor, el 3 de julio de 2005, la legislación holandesa no contemplaba la posibilidad de que las parejas homosexuales adoptasen niños extranjeros y la belga aún no admitía la adopción por parte de matrimonios homosexuales. Sin embargo, en la práctica, un matrimonio entre personas del mismo sexo casi no tiene ninguna posibilidad de adoptar menores extranjeros, puesto que casi todos los países de procedencia de dichos menores suelen limitar las adopciones únicamente para matrimonios de hombre-mujer.
Hacia finales de 2011, se habían celebrado en España un total de 22 124 matrimonios entre personas del mismo sexo, de las que 897 se habían disuelto en divorcio o separación, según datos del INE. Una encuesta de 2011 realizada en España reveló que un 56% de los ciudadanos se muestra a favor de que las uniones entre personas del mismo sexo se denominen «matrimonio» y de que puedan adoptar hijos.

### Israel
El 11 de febrero de 2008 Israel se convirtió en el primer país de Asia en autorizar la adopción homoparental.
Los gais y lesbianas no solo están autorizados a adoptar a los hijos biológicos de su pareja, sino también a adoptar otros niños.
El Estado de Israel ya había reconocido, en febrero de 2006, el estatuto de padres legítimos a una pareja de mujeres, de las cuales una era la madre biológica de los niños que criaba.

### México

Estados que permiten adopción por parejas del mismo sexo.
Adopción conjunta legal
Se permite matrimonio entre personas del mismo sexo, pero no la adopción homoparental

Desde diciembre del 2009, se permite la adopción a parejas homosexuales en la Ciudad de México. Fue el Distrito Federal, el primero en el país en autorizar la adopción a homosexuales, lo cual ha provocado rechazo por parte de la Iglesia católica y ha sido impugnado sin éxito por el Partido Acción Nacional, en cuya impugnación ante la Suprema Corte de Justicia de la Nación se elevó a rango federal el reconocimiento y derechos de los que en el Distrito Federal adopten a un infante o infantes. En el Distrito Federal y otros estados de la república mexicana la población menor de 35 años se ha manifestado a favor de la medida, mientras el rechazo, generalmente por cuestiones religiosas se incrementa con la edad.[cita requerida] El 18 de agosto del 2010 el Supremo Tribunal resolvió que las parejas homosexuales tienen el mismo derecho de poder adoptar a un menor en la Ciudad de México.
A la fecha diversos expertos en la materia se encuentran investigando sobre el futuro que tendrá dicha disposición legal, toda vez que públicamente los ministros de la Suprema Corte han declarado que hay materias como la de seguridad social, que no se encuentran previstas en las leyes aplicables, tal es el ejemplo de las garantías a cargo del Instituto Mexicano del Seguro Social a hombres y mujeres distintamente, lo que al caso de las parejas del mismo sexo estarían desprotegidas por el cuerpo jurídico que aplica actualmente al Estado Mexicano. En 2016 la Suprema Corte avaló la adopción homoparental a nivel nacional. A pesar de la aprobación de la adopción homoparental, el Sistema Nacional para el Desarrollo Integral de la Familia (SNDIF) solamente ha obtenido pocas solicitudes, la institución menciona que se debe al desconocimiento de los derechos de la pareja, miedo a la discriminación o por simple intención de no adoptar. El SNDIF también mencionó que estudios de varias instituciones indican que no existen diferencias significativas en la crianza con padres del mismo sexo y heterosexuales, por lo tanto en el proceso de adopción se realizan pruebas y exámenes a las parejas por igual.

### Chile
Desde el año 2022 las parejas homosexuales en Chile pueden adoptar.
De acuerdo a una encuesta realizada en mayo de 2018, un 52% de los chilenos está de acuerdo en que las parejas del mismo sexo tienen derecho a adoptar un hijo. La adopción homoparental está permitida desde el 10 de marzo de 2022, fecha de entrada en vigor de la Ley de Matrimonio Igualitario sancionada en diciembre de 2021.

### Colombia
El 4 de noviembre de 2015 una decisión de la Corte Constitucional permitió a las parejas LGBT la adopción, un año antes de la aprobación del matrimonio homosexual aprobado en abril de 2016.

### Sudáfrica
Sudáfrica es el único país africano que permite la adopción conjunta a las parejas del mismo sexo. La decisión de 2002 del Tribunal Constitucional en el caso de Du Toit v Ministerio de Bienestar Social y Desarrollo de la Población enmendó la Ley de Cuidado Infantil de 1983 para permitir tanto la adopción conjunta como la adopción del hijo del cónyuge.
La Ley de Cuidado Infantil ha sido sustituida por la Ley de la Infancia de 2005, que permite la adopción conjunta, ya sea por parejas de distinto o mismo sexo, o del hijo del cónyuge. El matrimonio entre personas del mismo sexo es legal desde 2006, y es equivalente al matrimonio entre personas de sexo opuesto para todos los efectos, incluida la adopción.

### Uruguay
A principios del año 2009 se aprobó el proyecto, que es parte de una modificación al Código de la Niñez y la Adolescencia, que habilitó a parejas con cuatro años de unión civil o concubinato -incluidas las homosexuales- a solicitar un menor en adopción.
La ley fue promulgada por el Poder Ejecutivo en octubre de 2009, siendo Uruguay el primer país de América Latina en abrir las adopciones a las parejas homosexuales. En noviembre del 2012 comenzó en el Congreso el debate acerca de la posibilidad de abrir el matrimonio a las parejas homosexuales, siendo aprobado en abril de 2013 otorgando idénticos derechos en materia de adopción y reproducción asistida a las parejas de igual y distinto sexo
A mediados de 2012, dos mujeres en unión concubinaria recibieron en adopción a la hija biológica de una de ellas.

## Opinión pública

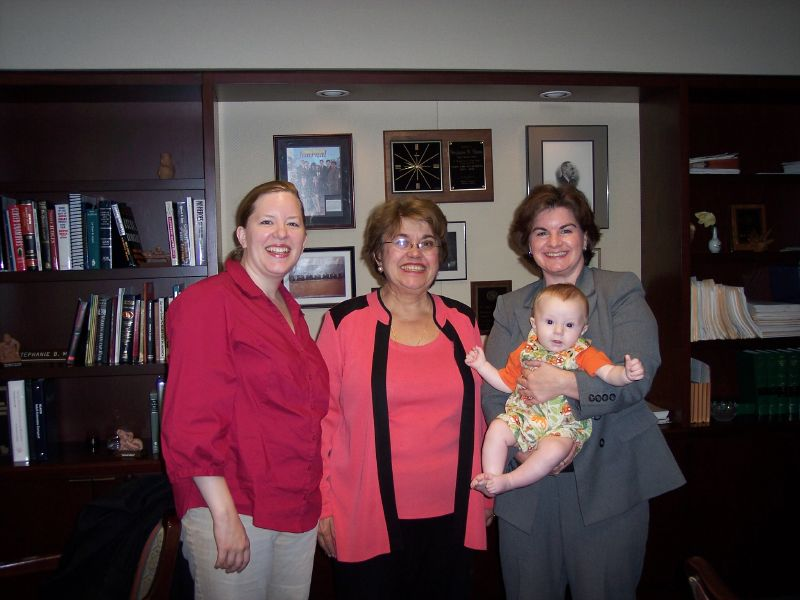
Una pareja con su hija y la juez al firmar el acta de adopción.

Las posturas entre los que apoyan la adopción homoparental y los que muestran su rechazo sugieren varios temas, por ejemplo grupos pro-adopción argumentan que no existe relación entre la orientación sexual de la pareja y la crianza. En la comunidad científica existe una amplia evidencia que muestra que los menores criados por progenitores del mismo sexo se desenvuelven igual de bien que aquellos criados por progenitores de distinto sexo. Más de 25 años de investigación documentan que no existe relación entre la orientación sexual de los progenitores y cualquier medida de adaptación emocional, psicológica y conductual del menor. Estos datos han demostrado que no existe riesgo para los menores como resultado de crecer en una familia con uno o más progenitores homosexuales. Los detractores alegan que existe entre parejas homosexuales un aumento en casos de depresión, abuso de drogas, promiscuidad y suicidio, además de que la ausencia de un rol masculino o femenino durante el desarrollo del niño podría causar problemas. El grupo religioso Catholic Answers en su reporte de 2004 mencionó que las parejas homosexuales tuvieron tasas de abuso mayores que un matrimonio heterosexual. Los que apoyan la adopción homoparental citan argumentos como el derecho humano a un niño de tener una familia que cuide de él y proveer buenas condiciones para el buen desarrollo de los hijos; por otro lado, los opositores de la adopción homoparental citan que las parejas homosexuales crearán comportamientos no buscados en sus hijos, causar abuso familiar,[cita requerida] argumentos religiosos y violación del derecho de los niños.
Como se muestra a continuación, la opinión pública se muestra dividida sobre el tema, con variaciones significativas entre países y culturas, siendo los países más favorables a la adopción homoparental los países de Europa Occidental, América del Norte, el Cono Sur (Argentina, Uruguay, Brasil y Chile), Australia, Israel y Sudáfrica, así como algunos países del lejano oriente. Mientras que el rechazo es mayoritario en Europa del Este y América Central.

### Porcentajes de opinión en Europa
| País                 | Consultora                 | Año  | A favor | En contra | No sabe/neutral/no contesta     |
| -------------------- | -------------------------- | ---- | ------- | --------- | ------------------------------- |
| Alemania             | Ipsos                      | 2024 | 73%     | 20%       | 7%                              |
| Austria              | Eurobarometer              | 2023 | 65%     | 30%       | 5%                              |
| Bélgica              | Ipsos                      | 2024 | 73%     | 20%       | 7%                              |
| Bulgaria             | Eurobarometer              | 2006 | 12%     | 68%       | 20%                             |
| Croacia              | Pilar's barometer          | 2014 | 17%     | 61%       | 1% – no contesta; 21% – Neutral |
| Chipre               | Eurobarometer              | 2006 | 10%     | 86%       | 4%                              |
| República Checa      | Median                     | 2020 | 62%     |           |                                 |
| Dinamarca            | Pew Research Center        | 2019 | 75%     |           |                                 |
| Estonia              | HumanrightEE               | 2023 | 47%     | 44%       | 9%                              |
| Finlandia            | Taloustutkimus             | 2013 | 51%     | 42%       | 7%                              |
| Francia              | Ipsos                      | 2024 | 65%     | 28%       | 7%                              |
| Grecia               | Pulso                      | 2023 | 42%     | 47%       | 11%                             |
| Hungría              | Ipsos                      | 2023 | 50%     | 38%       | 12%                             |
| Irlanda              | Ipsos                      | 2024 | 69%     | 23%       | 8%                              |
| Islandia             | Gallup                     | 2000 | 53%     | 35%       | 12%                             |
| Italia               | Ipsos                      | 2024 | 63%     | 30%       | 7%                              |
| Letonia              | SKDS                       | 2023 | 27%     | 23%       | 46%                             |
| Lituania             | Eurobarometer              | 2006 | 12%     | 82%       | 6%                              |
| Luxemburgo           | Politmonitor               | 2013 | 55%     | 44%       | 1%                              |
| Malta                | Malta Today                | 2013 | 24,7%   | 71,6%     | 3,7%                            |
| Países Bajos         | Ipsos                      | 2024 | 74%     | 21%       | 5%                              |
| Noruega              | Ipsos                      | 2013 | 67%     |           |                                 |
| Polonia              | Ipsos                      | 2024 | 41%     | 44%       | 15%                             |
| Portugal             | Ipsos                      | 2023 | 77%     | 17%       | 7%                              |
| Rumania              | Ipsos                      | 2023 | 45%     | 48%       | 7%                              |
| Rusia                | Ipsos                      | 2021 | 23%     | 67%       | 10%                             |
| Eslovaquia           | Ipsos                      | 2022 | 29%     | 58%       | 13%                             |
| Eslovenia            | Delo                       | 2015 | 39%     | 55%       | 6%                              |
| España               | Ipsos                      | 2023 | 80%     | 17%       | 3%                              |
| Suecia               | Ipsos                      | 2024 | 78%     | 17%       | 5%                              |
| Suiza                | Ipsos                      | 2023 | 58%     | 35%       | 7%                              |
| Ucrania              | Alianza Gay de Ucrania 13% | 2013 | 7%: 7%  | 68%       | 25%                             |
| Reino Unido          | Ipsos                      | 2024 | 72%     | 18%       | 10%                             |
| Albania              | IPSOS                      | 2023 | 39%     |           |                                 |
| Bosnia y Herzegovina | IPSOS                      | 2023 | 27%     |           |                                 |
| Kosovo               | IPSOS                      | 2023 | 28%     |           |                                 |
| Montenegro           | IPSOS                      | 2023 | 32%     |           |                                 |
| Macedonia del Norte  | IPSOS                      | 2023 | 24%     |           |                                 |
| Serbia               | Civil Rights Defender      | 2020 | 23%     |           |                                 |
| Turquía              | Ipsos                      | 2024 | 29%     | 57%       | 13%                             |

### Porcentajes de opinión en América
| País                 | Consultora        | Año  | A favor | En contra | No sabe/neutral/no contesta |
| -------------------- | ----------------- | ---- | ------- | --------- | --------------------------- |
| Argentina            | Ipsos             | 2024 | 68%     | 25%       | 7%                          |
| Bolivia              | Latinobarómetro   | 2023 | 30,3%   | 67,1%     | 2,6%                        |
| Brasil               | Ipsos             | 2024 | 68%     | 24%       | 8%                          |
| Canadá               | Ipsos             | 2024 | 70%     | 21%       | 10%                         |
| Chile                | Ipsos             | 2024 | 66%     | 29%       | 5%                          |
| Colombia             | Latinobarómetro   | 2023 | 33,4%   | 64,7%     | 1,9%                        |
| Cuba                 | Referéndum 2022   | 2022 | 66,85%  | 33,15%    | 0%                          |
| Estados Unidos       | Ipsos             | 2024 | 66%     | 24%       | 10%                         |
| México               | Ipsos             | 2024 | 57%     | 35%       | 8%                          |
| Nicaragua            | Borge & Asociados | 2015 | 28,7%   | 69,1%     | 2,2%                        |
| Costa Rica           | Latinobarómetro   | 2023 | 34,7%   | 64,3%     | 1%                          |
| Perú                 | Latinobarómetro   | 2023 | 28,4%   | 69,9%     | 1,7%                        |
| República Dominicana | Latinobarómetro   | 2023 | 24,6%   | 74,7%     | 0,5%                        |
| Uruguay              | Latinobarómetro   | 2023 | 74,4%   | 24%       | 1,6%                        |
| Venezuela            | Latinobarómetro   | 2023 | 31,4%   | 67,8%     | 1,8%                        |
| Panamá               | Latinobarómetro   | 2023 | 16,6%   | 81,9%     | 1,5%                        |
| Ecuador              | Latinobarómetro   | 2023 | 32,5%   | 64,8%     | 2,7%                        |
| El Salvador          | Latinobarómetro   | 2023 | 25,3%   | 72,7%     | 2,0%                        |
| Guatemala            | Latinobarómetro   | 2023 | 23,7%   | 74,8%     | 1,5%                        |
| Honduras             | Latinobarómetro   | 2023 | 20,5%   | 76,4%     | 3,1%                        |
| Paraguay             | Latinobarómetro   | 2023 | 17,2%   | 81%       | 1,8%                        |

### Porcentajes de opinión en Asia
| País          | Consultora                     | Año  | A favor | En contra | No sabe/no contesta |
| ------------- | ------------------------------ | ---- | ------- | --------- | ------------------- |
| Israel        | Midgam Institute               | 2017 | 60%     | -         | -                   |
| Taiwán        | Departament of Gender Equality | 2021 | 67,2%   | -         | -                   |
| Japón         | Ipsos                          | 2023 | 64%     | 18%       | 18%                 |
| Tailandia     | Ipsos                          | 2024 | 82%     | 10%       | 8%                  |
| Corea del Sur | Ipsos                          | 2023 | 45%     | 44%       | 11%                 |
| China         | Ipsos                          | 2021 | 66%     | 30%       | 4%                  |
| India         | Ipsos                          | 2021 | 66%     | 21%       | 13%                 |
| Singapur      | Ipsos                          | 2023 | 57%     | 30%       | 13%                 |
| Malasia       | Ipsos                          | 2021 | 24%     | 65%       | 11%                 |

### Porcentajes de opinión en África y Oceanía
| País          | Consultora    | Año  | A favor | En contra | No sabe/no contesta |
| ------------- | ------------- | ---- | ------- | --------- | ------------------- |
| Australia     | Ipsos         | 2024 | 71%     | 21%       | 8%                  |
| Nueva Zelanda | Ipsos         | 2023 | 74%     | 18%       | 8%                  |
| Sudáfrica     | Ipsos         | 2023 | 69%     | 24%       | 7%                  |
| Namibia       | Afrobarómetro | 2024 | 21,2%   | 68%       | 10,8%               |

## Sociedad
Este es uno de los reclamos de los homosexuales que más debate ha suscitado. Tal y como se muestra en la tabla; la adopción homosexual es apoyada por una amplia mayoría de los ciudadanos en Estados Unidos, Canadá y en la gran parte de los países de Europa. Lo contrario sucede en gran parte de los países africanos y árabes, y en algunos de América Latina, donde la cultura conservadora es fuerte.

### Comunidad científica
Existe una amplia evidencia que muestra que los menores criados por progenitores del mismo sexo se desenvuelven igual de bien que aquellos criados por progenitores de distinto sexo. Más de 25 años de investigación documentan que no existe relación entre la orientación sexual de los progenitores y cualquier medida de adaptación emocional, psicológica y conductual del menor. Estos datos han demostrado que no existe riesgo para los menores como resultado de crecer en una familia con uno o más progenitores homosexuales.
La catedrática Judith González, de la Universidad de Nueva York, señala que: "En escasas ocasiones existe un consenso tan amplio en cualquier área de las ciencias sociales como en el caso de las familias con progenitores gais, por lo que la American Academy of Pediatrics y todas las grandes organizaciones profesionales con experiencia en el bienestar de los menores han emitido informes y resoluciones apoyando los derechos de gais y lesbianas como progenitores". Estas organizaciones incluyen a la American Academy of Pediatrics, la American Academy of Child and Adolescent Psychiatry, la American Psychiatric Association, la American Psychological Association, la American Psychoanalytic Association, la National Association of Social Workers, la Child Welfare League of America, la North American Council on Adoptable Children, y la Canadian Psychological Association (CPA). La CPA ha mostrado su preocupación sobre el hecho de que algunas personas e instituciones estén tergiversando los hallazgos de la investigación psicológica para apoyar sus posturas, más basadas en otros sistemas de creencias o valores. La postura oficial de la Federación española de sociedades de sexología (FESS ), que representa a 26 Sociedades Científicas y a más de 1600 especialistas en Sexología, es de pleno apoyo al matrimonio y la adopción por parte de parejas homosexuales. En ningún caso quedó probado el hecho de que un menor sufra problemas psicológicos porque sus padres sean homosexuales. Diversos estudios estiman que tanto una pareja homosexual como heterosexual pueden educar de igual modo a los niños. No hay investigaciones que apoyen la creencia generalizada de que el género de los progenitores sea importante para el bienestar de los menores.
Algunos grupos minoritarios creen que menores criados por progenitores homosexuales tendrán más probabilidades de tener una relación del mismo sexo.
Un estudio de la Universidad de Kentucky, en Estados Unidos, encontró que no hay diferencias significativas en la identidad de los hijos de las familias homoparentales. El estudio incluyó a 106 familias heterosexuales y homosexuales, durante un tiempo se estudiaron los comportamientos de los hijos y se encontró un desarrollo normal, además los datos mostraron que la estructura familiar tiene poca influencia en como los niños desarrollan su sentido del género.